# イアン・ブキャナン
イアン・ブキャナン（英: Ian Buchanan, 1957年6月16日 - ）は、スコットランド出身の俳優である。アメリカ3大ネットワーク全局のソープオペラ（昼ドラ）への出演で知られる。

## 来歴
イギリス・スコットランドの都市ハミルトンに生まれる。10代の頃までは地元のホテルでベルボーイとして働いていた。スペインを旅行中に写真家からスカウトされたことをきっかけに、ロンドンに移って国際的なファッションモデルとして活動した。
ニューヨークのリー・ストラスバーグ劇場研究所で演劇を学んだのち、1986年から昼ドラ『ジェネラル・ホスピタル』にデューク・レイヴァリー役で出演する。1988年からはシットコム『It's Garry Shandling's Show』にもレギュラー出演し、1990年には『刑事コロンボ』のエピソード「だまされたコロンボ」でプレイボーイの犯人役を演じた。
1990年から1991年にかけてはマーク・フロストとデイヴィッド・リンチが製作・脚本・監督を手がけたオリジナルシリーズ『ツイン・ピークス』でディック・トレメイン役を演じ、1992年にもシットコム『オン・ジ・エアー』の主役としてフロスト＝リンチ作品に再び起用された。
1993年に『ザ・ボールド・アンド・ザ・ビューティフル』の新レギュラーとして昼ドラ畑に復帰した。このドラマでは心理学者のジェームズ・ワーウィック役を好演し、4年連続のノミネートを経て1997年にデイタイム・エミー賞ドラマシリーズ助演男優賞を受賞している。
その後も昼ドラ畑を中心にキャリアを重ね、2005年には『オール・マイ・チルドレン』の新たなキャストメンバーとなる。2012年には『デイズ・オブ・アワ・ライブス』に新レギュラーとして加わり、23年前に降板した『ジェネラル・ホスピタル』にも以前と同じ役で復帰した。

## 出演作品

### 映画
| 公開年 | 邦題 原題                                           | 役名                   | 備考 |
| ------ | --------------------------------------------------- | ---------------------- | ---- |
| 1988   | 第七の予言 The Seventh Sign                         | フベルティ             |      |
| 1992   | 氷の仮面 The Cool Surface                           | テレンス               |      |
| 1993   | 裏切りのラビリンス/愛と憎しみの迷路 Double Exposure | ロジャー・パトナム     |      |
| 1993   | ブレードプラネット Blue Flame                       | ワックス               |      |
| 2002   | パニック・ルーム Panic Room                         | エヴァン・カーランダー |      |

### テレビドラマ
| 放映年                                 | 邦題 原題                                                           | 役名                     | 備考                                      |
| -------------------------------------- | ------------------------------------------------------------------- | ------------------------ | ----------------------------------------- |
| 1986                                   | ザ・シークレット・ハンター The Equalizer                            | 男性                     | Episode: "Pretenders"                     |
| 1986-1989, 2012-2020                   | ジェネラル・ホスピタル General Hospital                             | デューク・レイヴァリー   | 156エピソード                             |
| 1990                                   | 刑事コロンボ Columbo                                                | ショーン・ブラントリー   | エピソード 「だまされたコロンボ」         |
| 1990-1991                              | ツイン・ピークス Twin Peaks                                         | ディック・トレメイン     | 11エピソード                              |
| 1992                                   | オン・ジ・エアー On the Air                                         | レスター・ガイ           | 7エピソード                               |
| 1993                                   | タイムマシーンにお願い Quantum Leap                                 | ヴィクター               | Episode: "Blood Moon"                     |
| 1993-1999, 2004, 2008-2009, 2011, 2017 | ザ・ボールド・アンド・ザ・ビューティフル The Bold and the Beautiful | ジェームズ・ワーウィック | 378エピソード                             |
| 1996                                   | NYPDブルー NYPD Blue                                                | ラズロ・フォルスマン     | Episode: "Where'd the Van Gogh?"          |
| 1999                                   | バットマン・ザ・フューチャー Batman Beyond                          | エイブル・キュビエ       | 声の出演 Episode: " Splicers"             |
| 2001                                   | デイズ・オブ・アワ・ライブス Days of Our Lives                      | ロード・シャラトン       | 4エピソード                               |
| 2001                                   | 刑事ナッシュ・ブリッジス Nash Bridges                               | フランツ・プランク       | Episode: "The Partner"                    |
| 2001                                   | チャームド 〜魔女3姉妹〜 Charmed                                    | レイナー                 | 2エピソード                               |
| 2002-2003                              | ジャスティス・リーグ Justice League                                 | ウルトラヒューマナイト   | 声の出演 3エピソード                      |
| 2003                                   | スターゲイト SG-1 Stargate SG-1                                     | ファースト               | Episode: "Unnatural Selection, Part 2"    |
| 2004                                   | エイリアス Alias                                                    | ヨハネス・ギャサード     | Episode: "After Six"                      |
| 2005-2006                              | オール・マイ・チルドレン All My Children                            | グレッグ・マッデン       | 25エピソード                              |
| 2007                                   | NIP/TUCK マイアミ整形外科医 Nip/Tuck                                | ダミアン・サンズ         | Episode: "Damien Sands"                   |
| 2009                                   | バットマン:ブレイブ&ボールド Batman: The Brave and the Bold         | シャーロック・ホームズ   | 声の出演 Episode: " Trials of the Demon!" |
| 2012                                   | デイズ・オブ・アワ・ライブス Days of Our Lives                      | イアン・マカリスター     | 75エピソード                              |